# Callicebus medemi
Callicebus medemi är en däggdjursart som beskrevs av Hershkovitz 1963. Callicebus medemi ingår i släktet springapor och familjen Pitheciidae. IUCN kategoriserar arten globalt som sårbar. Inga underarter finns listade. Djuret räknades tidigare som underart till Callicebus torquatus men godkänns nu oftast som självständig art.
Callicebus medemi når en kroppslängd (huvud och bål) av 23 till 33 cm, en svanslängd av 42,5 till 49 cm och en vikt av 1,1 till 1,45 kg. Kroppen är huvudsakligen täckt av svart päls och på bröstet samt strupen förekommer en större vitaktig fläck. Även artens händer är svarta. I ansiktet finns bara några glest fördelade hår.
Denna springapa förekommer i södra Colombia i västra Amazonområdet mellan floderna Ríos Caquetá och Putumayo. Callicebus medemi vistas i fuktiga skogar och i mera torra och öppna landskap.
Artens levnadssätt är otillräcklig utrett. Det antas att den liksom andra springapor äter frukter, blad, frön, andra växtdelar och insekter. Callicebus medemi borde även leva i små flockar av ett monogamt föräldrapar och deras ungar från olika kullar. Individerna är aktiv på dagen och klättrar främst i träd.